# 天人 (佛教)

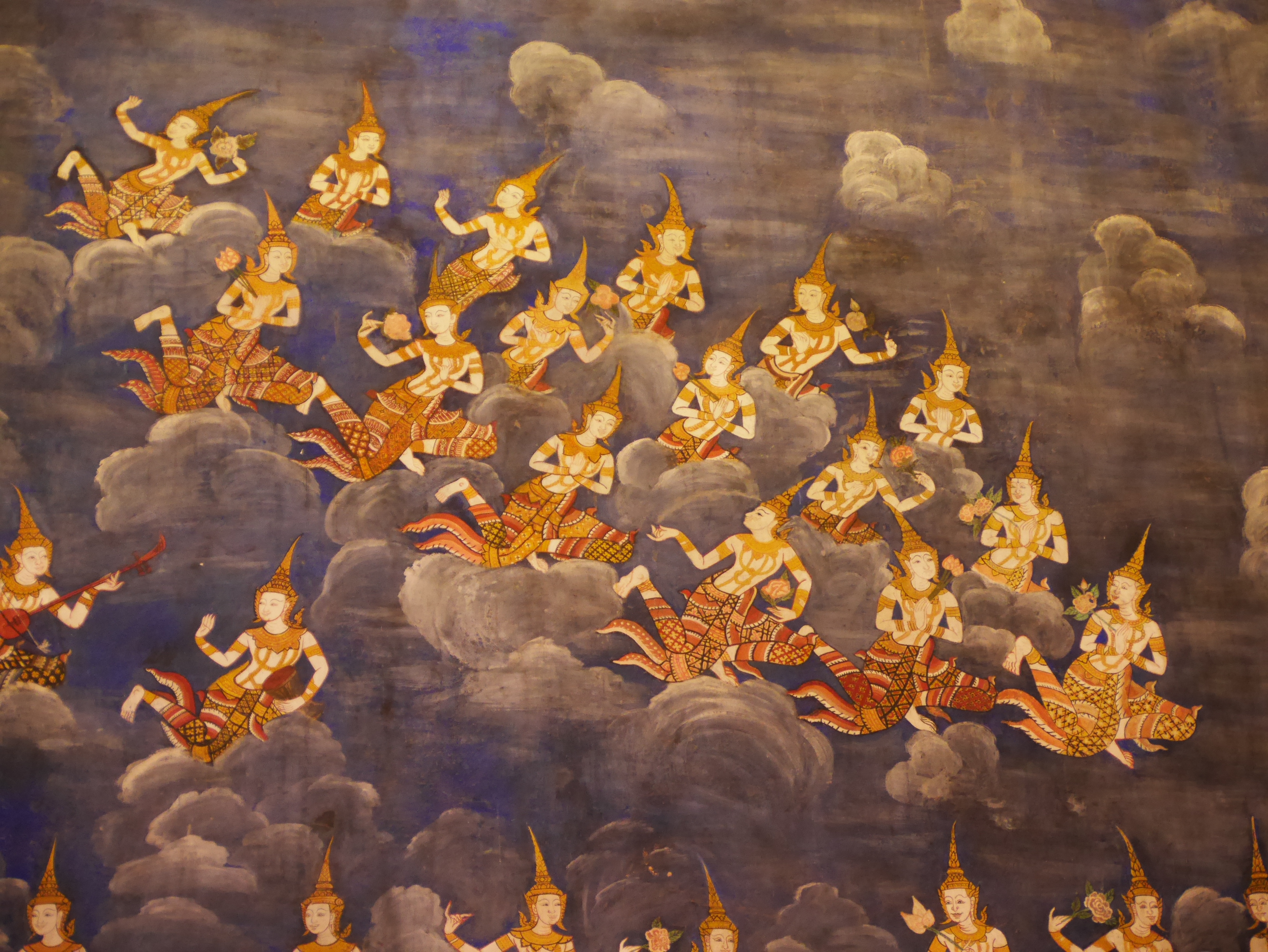
天人

天人（Deva），又稱天眾、天部、天神，音譯為提婆，指佛教中住於諸天界之有情。最早源自古印度神話中的提婆，與之不同的是佛教認為天人為輪迴五道（或六道）之一。
天界分為欲界天、色界天、無色界天，其中欲界天又分為地居天和空居天。如四大天王就居住在須彌山的山腳，和人類距離近；聲聞四果中除阿羅漢已脱離輪迴外，其餘三果聖人居住在色界天。

## 生爲天人的因缘
經文中使用的「天人」除了指天神，有时也可看做“天、人”，即天界與人間的眾生，因此也稱作「人天」（人類和天神）。人間有善有惡，悲喜参半，天界的享樂更多，痛苦較少(天人衰亡時仍有苦痛)，故人間與天界歸屬於善道。
眾生須惡業少、善業多，無犯重罪戒者方能轉生於善道。持守五戒能於後世保有人身，不墮惡道之中；若加行十善業和禪定則可再向上往生，詳見下段。

### 各层天
- 欲界天：必修上品十善與持戒才能往生。上品十善是指達成以下幾個條件：

1. 眾生於將行善、正在行善、行善結束都不後悔
2. 眾生知道三惡道皆苦、人間苦樂參半，唯有天界純粹享樂，為求生故收攝心神專注修行[1]

- 色界天：必定要修禪定才能往生，依禅定功夫高低而往生不同天层。
- 無色界天：必定要修四空定才能往生。

### 十善業
眾生如果能夠行上品十善業，死後將升天界享受快樂。其十善為：
1. 不殺生：謂不殺害一切物命，即是止殺之善。既不殺，還可適當行放生、素食之善。
2. 不偷盜：謂不竊取他人財物，即是止盜之善。既不盜，還當行布施之善。
3. 不邪淫：謂不行邪淫情慾事，即是止淫之善。既不邪淫，還當行梵行之善。
4. 不妄語：謂不利用虛言誑惑他人，即是止妄語之善。既不妄語，還當行實語之善。
5. 不兩舌：謂不在中間挑撥離間，即是止兩舌之善。既不兩舌，還當行勸人和合之善。
6. 不惡口：謂不粗言惡語罵辱他人，即是止惡口之善。既不惡口，還當行柔和軟語之善。
7. 不綺語：謂不阿諛奉承、花言巧語，即是止綺語之善。既不綺語，還當行質直正言之善。
8. 不貪慾：謂不貪著情慾財富、貪得無厭，即是止貪之善。既不貪慾，還當行清心寡欲之善。
9. 不嗔恚：謂不生暴躁、忿怒之心嗔恨於人，即是止嗔之善。既不嗔恚，還當行慈悲忍辱之善。
10. 不邪見：謂不持邪見偏見異見、執非為是，即是止邪見之善。既不邪見，還當行正信正見之善。

## 天人所處之天界

### 各界特性
- 欲界的特性：
  - 有三欲：飲食、睡眠、情愛，故名欲界。
  - 欲界六天皆有男女之別。
  - 有王臣之別。
  - 由修習上品十善，升四王天、忉利天。四天王王、忉利天有忿怒相，以上皆善相。
  - 若修十善，坐未到定，乃生上四層空居天（夜摩天、兜率天、化樂天、他化自在天），由禪定力，故不依須彌山地；無定力者，不得空居。
- 色界的特性：
  - 離情欲，但仍有妙色身（物質身），故名色界。
  - 初禪天有王臣之異，二禪以上無王臣，因為二禪以上無言語法，故不立王。
  - 初禪、二禪、三禪皆依須彌山上雲住，到四禪才真正空居，雲氣亦無。
- 無色界的特性：
  - 無身形器界，有四蘊心心所法（除色蘊）。

### 天界分層

#### 部派的不同主张
對天界的分層，部派佛教中有不同的學說。
說一切有部認為，欲界十天，色界十八天，無色界四天，共有三十二天。
分別說部認為，色界有十六天。
法藏部主張，色界有二十二天。

### 壽命
天界眾生居於須彌山或其上空，越往上壽命越長，每一層天界的1日等於人間的好幾年，依天次而上升，故有的天層1年，可能等於人間的好幾萬年。以下為各天壽命：
- 欲界天
  - 四天王天：500天年。（1日=人間50年）
  - 忉利天：1000天年。（1日=人間100年）
  - 夜摩天：2000天年。（1日=人間200年）
  - 兜率天：4000天年。（1日=人間400年）
  - 化樂天：8000天年。（1日=人間800年）
  - 他化自在天：16000天年。（1日=人間1600年）
- 色界天
  - 初禪天：（1）梵眾天：1/3中劫（或20小劫）。（2）梵輔天：2/3中劫（或40小劫）。（3）大梵天：1中劫（或60小劫）。
  - 二禪天：（1）少光天：2大劫。（2）無量光天：4大劫。（3）光音天：8大劫。
  - 三禪天：（1）少淨天：16大劫。（2）無量淨天：32大劫。（3）遍淨天：64大劫。
  - 四禪天：（1）廣果天：500大劫。（2）無想有情天：500大劫。（3）無煩天：1000大劫。（4）無熱天：2000大劫。（5）善見天：4000大劫。（6）善現天：8000大劫。（7）色究竟天：16000大劫。
- 無色界天
  - 空無邊處：20000大劫。
  - 識無邊處：40000大劫。
  - 無所有處：60000大劫。
  - 非想非非想處：80000大劫。

## 天人五衰
- 天人壽命很長且有大能，一動念萬般華衣美食隨處湧出；缺點是往往因生活太好而怠慢佛法。眾生六道輪迴，不會永恆存在於一道不變，天人壽命雖然很長但也有盡頭，之後還要進入輪迴，下墮為人、阿修羅、畜生、餓鬼、乃至地獄，而唯一的解脫是涅槃。
- 天人死前會有五種徵狀，稱為「天人五衰」：

1. 衣裳垢膩
2. 頭上花萎
3. 身體臭穢
4. 腋下汗出
5. 不樂本座

- 色界雖因禪定力堅固而沒有男女慾望產生，但仍有男女相存在。在「壞劫」時期，初禪以下的世界都被毀壞；經過「空劫」之後，在「成劫」時期，再次形成初禪以下的世界；在「住劫」之初，地表初成，有地乳自然產生。色界光音天有天福已盡、禪定力退失的男女天人，會被地乳所誘，而來到地上，吃了地乳之後，身體變重而失去飛行能力，遂成為最初的人類。他們失去了天衣的遮蔽，露出了身體，男女互相見到彼此的身體，於是產生情慾，而組織家庭、繁衍後代。[2]

在大乘佛教中有《尊勝陀羅尼經》，天人修持可消業增壽，免除堕入惡道，一切眾生修持也都能得到相同的利益。
佛陀經常被描繪成眾神的老師並超越他們(教義中上師地位比一切護法神高)，他們也無法創造或改變世界，它們的存在是業力行為的結果。
天人不是無所不知的。他們與完全覺醒的人（佛陀）不同，他們沒有特別意識到比他們自己更高的世界的存在。天人不是萬能的。他們的權力是有限的，適用於他們自己的世界，他們很少干涉人們的事務。

### 外部參考
- 十善業道經
- 何謂【三界二十八天】、【三十三天】 （页面存档备份，存于）
- 三界二十八天[永久]
- FODIAN佛教辭典 (三品十善)